# Jennifer O'Dell
Jennifer O'Dell (Ridgecrest, 27 de novembro de 1974) é uma atriz estadunidense. Ela é conhecida principalmente por sua participação no seriado The Lost World. 

## Carreira
O'Dell começou a carreira fazendo comerciais para a TV quando ainda era criança, após a formatura no colégio continuou perseguindo seu sonho de se tornar atriz. Suas primeiras aparições ocorreram em seriados famosos como 'Beverly Hills 90210'  e 'The Profiler', já em 1999 teve a oportunidade de fazer um papel regular em 'O mundo perdido', onde ganhou fama interpretando a personagem Veronica.
Com o fim do seriado, Jennifer começou a ter oportunidades no cinema, onde atuou e continua atuando em alguns filmes, porém nenhum de grande sucesso, mas mesmo assim nunca deixou de fazer participações especiais em outros seriados de TV, como por exemplo Charmed, CSI: Miami e Two and a Half Men.

## Filmografia
| Ano  | Nome                                     | Personagem      | Notas        |
| ---- | ---------------------------------------- | --------------- | ------------ |
| 1997 | A spasso nel tempo: l'avventura continua |                 |              |
| 1998 | Sometimes They Come Back... for More     | Mary            | Video        |
| 1999 | Molly                                    | Actress on TV   |              |
| 2000 | Point Doom                               | Stephanie       |              |
| 2005 | Window Theory                            | Stephanie       |              |
| 2007 | Saving Sarah Cain                        | Madison Miller  |              |
| 2007 | Nevermore                                | Lydia Usher     |              |
| 2008 | The Man Who Came Back                    | Elena           |              |
| 2010 | Black Widow                              | Natalie         |              |
| 2013 | Nomad the Beginning                      | Stephanie       |              |
| 2014 | Lost Gold of Khan                        | Karla (rumored) | Pré-produção |

| Ano       | Nome                      | Personagem               | Nota                                                                  |
| --------- | ------------------------- | ------------------------ | --------------------------------------------------------------------- |
| 1995      | Renegade                  | Linda                    | Episódio: "Most Wanted"                                               |
| 1995      | Silk Stalkings            | Gayle                    | Episódio: "Family Affairs"                                            |
| 1996      | Renegade                  | Patrice                  | Episódio: "Love Hurts"                                                |
| 1996      | Wiseguy                   | Loira #2                 | Filme de TV                                                           |
| 1996      | Silk Stalkings            | Shauna Celine            | Episódio: "Prey of the Fox"                                           |
| 1997      | Silk Stalkings            | Mariah                   | Episódio: "Air-Tight Alibi"                                           |
| 1997      | Don King: Only in America | Bikini Girl (uncredited) | Filme de TV                                                           |
| 1998      | Profiler                  | Bartender                | Episódio: "Every Five Minutes"                                        |
| 1998      | Pacific Blue              | Sherry Sweet             | Episódio: "Seduced"                                                   |
| 1998      | Diagnosis: Murder         | Jolene                   | Episódio: "Dead in the Water"                                         |
| 1998      | Beverly Hills, 90210      | Nancy Ann                | Episódio: "You Say Goodbye, I Say Hello"                              |
| 1999      | Beverly Hills, 90210      | Katie                    | Episódio: "Local Hero" Episódio: "The End of the World as We Know It" |
| 1999      | The Lost World (série)    | Veronica                 | Filme de TV                                                           |
| 1999-2002 | The Lost World (série)    | Veronica                 | 66 Episódios                                                          |
| 2001      | Leap Year                 | Amanda Dooling           | Episódio: "1.14"                                                      |
| 2003      | Scrubs                    | Stunning Woman           | Episódio: "My Lucky Night"                                            |
| 2004      | Las Vegas                 | Liza Cranston            | Episódio: "The Family Jewels"                                         |
| 2004      | Charmed                   | Elisa                    | Episódio: "A Wrong Day's Journey Into Right"                          |
| 2004      | She Spies                 | Haley Swann              | Episódio: "Wedding of the Century"                                    |
| 2004      | Nip/Tuck                  | Renee                    | Episódio: "Rose and Raven Rosenberg"                                  |
| 2005      | The Closer                | Allison Metcalfe         | Episódio: "About Face"                                                |
| 2005      | CSI: Miami                | Charlene Hartford        | Episódio: "Nailed"                                                    |
| 2005      | Out of Practice           | Cynthia                  | Episódio: "The Wedding"                                               |
| 2006      | Slayer                    | Dr. Laurie Williams      | Filme de TV                                                           |
| 2007      | Shark                     | Sonja Crawford           | Episódio: "Teacher's Pet"                                             |
| 2007      | CSI: NY                   | Miss Di Martino          | Episódio: "The Ride In"                                               |
| 2007      | Two and a Half Men        | Margaret                 | Episódio: "Media Room Slash Dungeon"                                  |
| 2008      | NCIS                      | Dina Rankin              | Episódio: "In the Zone"                                               |
| 2008      | iCarly                    | Kathy Millford           | Episódio: "iOwe You"                                                  |
| 2012      | Bones                     | Ruby Schnepp             | Episódio: "The Don't in the Do"                                       |
| 2016      | Modern Family             | Brenda                   | Episódio: "Thunk in the Trunk"                                        |